# Lusztyk (Błaszków)
Lusztyk – część wsi Błaszków w Polsce, położona w województwie świętokrzyskim, w powiecie koneckim, w gminie Stąporków.
W latach 1975–1998 Lusztyk administracyjnie należał do województwa kieleckiego.